# Liste d'écrivains maliens
Cette liste, non exhaustive, à compléter, recense les écrivains maliens, réputés, du pays ou de la diaspora, en toute langue. Elle peut inclure quelques non nationaux, plutôt d'avant l'indépendance, et divers binationaux depuis.

## Avant1900
Voir Littérature malienne
- Tierno Bokar (1875-1940), fondateur d'une école coranique à Bandiagara
- Moussa Bléni Travélé (fi) (1887-1941)[1], traducteur (administration française), membre fondateur de l'Académie des sciences coloniales (1922-1941), Petit manuel français-bambara (1910), Petit dictionnaire français-bambara (1913), Proverbes et Contes Bambara (1923)

## 1900
- Amadou Hampâté Bâ (1900/1901–1991), historien, théologien, ethnographe, romancier, autobiographe, L'Empire peul du Macina (1955), Vie et enseignement de Tierno Bokar, le sage de Bandiagara (1957), L'Étrange Destin de Wangrin (1973), Jésus vu par un musulman (1976), Amkoullel, l'enfant Peul (1991) , Oui mon commandant ! (1994)…
- Fily Dabo Sissoko (1900-1964), enseignant, poète, politique, essayiste, romancier, La Politesse et la civilité des Noirs (1936), Sagesse noire, sentences et poèmes malinkés (1955), La passion de Djimé (1955)…
- Ibrahima Mamadou Ouane (fi) (1908- ?)[2], ethnographe, ethnologue, historien, romancier, poète, L'énigme du Macina (1952), Le Collier de coquillages (1957), L'Islam et la civilisation française (1957), Pérégrinations soudanaises (1960 ?), Fadimata la princesse du désert (2007), Les filles de la reine Cléopâtre…

## 1910
- Aoua Keïta (1912–1980), médecin, politique, activiste (indépendance), autobiographe, Femme d'Afrique. La vie d'Aoua Kéita racontée par elle-même (1975)
- Modibo Keïta (1915-1977), politique, activiste (indépendance, panafricanisme), Discours-programme prononcé par M. Modibo Keita (1959), Proclamation de l'indépendance du Mali (1960)...

## 1920
- Sidiki Dembélé (fi) (1921–1983) [3],[4], dramaturge, homme de théâtre, Le Chant du Madhi (1965), Les Inutiles (1985)...
- Almamy Maliki Yattara (1922?-1998)[5], maître coranique
- Mamadou El Béchir Gologo (1924-2009), poète, journaliste, essayiste, romancier, politique, Mon cœur est un volcan (1961), Le Rescapé de l’Ethylos (1963), Tornade d’Afrique (1966), Moudaïna (1995), Mon cœur reste un volcan (1998)
- Wa Kamissoko (1925-1976), griot, Soundiata ou la gloire du Mali (1991), La grande geste du Mali (2000)
- Falaba Issa Traoré (1928-2003), comédien, dramaturge, réalisateur, Juguifolo (Première Lueur d’espoir, 1979),  Anbé no don (1980), Kiri Kara Watita (Duel dans les falaises, 1980), Bamunan (Le Pagne sacré, 1990), Guimba, Un Tyran, Une époque (1995), Sanoudje (2002), Contes et récits du terroir (1970, 2003)
- Seydou Badian Kouyaté (1928–2018), médecin, romancier, politique, Sous l'orage (1957), Les Dirigeants africains face à leurs peuples (1965), Le Sang des masques (1976), Noces sacrées (1977), La Saison des pièges (2007)

## 1930
- Siriman Cissoko (1934-), poète
- Bakary Soumano (1935-2003), chef des griots du Mali, consultant Unesco
- Youssouf Tata Cissé (1935-2013), ethnologue, historien, Les fondements de la société d'initiation du Komo (1972), Paysans Malinké du Haut Niger (1978), La Grande geste du Mali : des origines de la fondation de l'Empire : des traditions de Krina aux colloques de Bamako (2007)…
- Maryse Condé (1937-), guadeloupéenne d’origine bambara, Ségou (1985)
- Massa Makan Diabaté (1938–1988), griot, romancier, historien, dramaturge, Janjon et autres chants populaires du Mali (1970), L'aigle et l'épervier ou la Geste de Sunjata (1975), Comme une piqûre de guêpe (1980), Une hyène à jeun (1988)…

## 1940
- Madina Ly-Tall (1940-), historienne, politique, diplomate, Contribution à l'histoire de l'empire du Mali, XIIIème-XVIème siècles (1977)...
- Yambo Ouologuem (1940-2017), enseignant, poète, nouvelliste, romancier, Le Devoir de violence (1968, Prix Renaudot), Lettre à la France nègre (1969), Nouvelles du Mali (2008)…
- Sada Sissoko (1941-2004), dramaturge,
- Aïssatou Guido (1941-), formatrice sociale, nouvelliste, Vents du nord
- Mahmoud Abdou Zouber (1941-), historien, Aḥmad Bābā de Tombouctou (1556-1627), sa vie et son œuvre (1977)
- Hamadoun Tandina (1943-), conteur, poète, Poèmes (1996)
- Tidiane Diakité (1944-), franco-malien, historien, L'Afrique malade d'elle-même (1986), La Traite des Noirs et ses acteurs africains - Du xve siècle au xixe siècle (2008), Louis XIV et l'Afrique noire (2013)...
- Doumbi Fakoly (1944-), romancier, essayiste, auteur jeunesse, Morts pour la France (1983), La Retraite anticipée du Guide Suprême (1984), Certificat de Contrôle Anti-Sida (1988), La Révolte des Galsénésiennes (1994), Complot contre la jeunesse africaine (2007)…
- Saïdou Bokoum (1945-)[6], romancier, metteur en scène, dramaturge, Chaîne (1974),
- Fanta-Taga Tembely (1946-)[7],[8], informaticienne, romancière, Dakan (Destinée, 2002)
- Gérard Dumestre (1947-), linguiste, français, La geste de Ségou (1979), Maléfices et manigance. Chroniques maliennes (2007)…
- Adame Ba Konaré (1947-), historienne, essayiste, romancière, Sunjata, le fondateur de l'Empire du Mali (1983), Dictionnaire des Femmes célèbres du Mali, des temps mythico-légendaires au 26 Mars 1991 (1993), Quand l'ail se frotte à l'encens (2006), Parfums du Mali (2007), Petit précis de remise à niveau sur l'histoire africaine à l'usage du président Sarkozy (2008)
- Aminata Dramane Traoré (1947-), chercheuse en sciences sociales, chanteuse, essayiste, politique, Mille tisserands en quête de futur (1999), L'étau (1999/2001), Le viol de l'imaginaire (2002), L'Afrique humiliée (2007), Un rêve d'Afrique (2009), La gloire des imposteurs (2013)…
- Hamadoun Ibrahima Issébéré (1948-2007)[9], poète, militant, diplomate, Poèmes pour Cuba libre, Vertiges et Horizons (1973), La souche en fleurs (1974), Clameurs d’antan et Soleils présents (1976, Prix ACCT), Les Boutures du Soleil (1981)
- Modibo Sounkalo Keita (1948-), journaliste, L'Archer bassari (1984)
- Abdoulaye Ascofaré (1949-), poète, réalisateur, Domestiquer le rêve (1976), Faraw ! (2016)
- Ismaïla Samba Traoré (1949-)[10], Les Ruchers de la capitale (1982), Maïa et Taïa (1990), Les amants de l'esclaverie (2004), Élégie pour la femme à corne d'or (2005)…

## 1950
- Drissa Diakité (1950 ?), historien, Kuyatè la force du serment, aux origines du griot mandingue (2009), Mali-France, regards sur une histoire partagée (2005)...
- Abdoul Kader Haïdara (1950 ?), bibliothécaire, écrivain, ancien directeur de la Institut des hautes études et des recherches islamiques Ahmed-Baba, créateur de la Bibliothèque commémorative Mamma-Haïdara
- Moussa Konaté (1951-2013), conteur, nouvelliste, romancier, dramaturge essayiste, Série Commissaire Habib : Enquête sur les rives du fleuve Niger, Le Prix de l’âme (1981), Le Cercle au féminin (1985), Mali–Ils ont assassiné l’espoir (1985), Un monde immobile (1994), Khasso (2005)
- Bernadette Sanou Dao (1952-), malienne-burkinabé, enseignante, nouvelliste, poétesse, auteure enfance, Parturition (Vaines douleurs-fureur vaine) (1988), Symphonie (Soie et Soleil) (1992), La dernière épous (1997)…
- Pascal Baba Couloubaly (1951-2008)[11], anthropologue, politique, essayiste, romancier, Les Angoisses d'un monde (1980), Une société rurale bambara à travers des chants de femmes (1990), Le Mali d'Alpha Oumar Konaré (2004), Mamari, le Bambara (2007)
- Modibo Diarra (1952-)[12], astrophysicien, politique, entrepreneur, Navigateur interplanétaire (2000)
- Alpha Mandé Diarra (1954-), journaliste, romancier, Sahel, sanglante sécheresse (1981), La Nièce de l’imam (1994), Rapt à Bamako (1999)...
- Mohamed Ag Erless (1954-)[13], chercheur en sciences sociales, Il n'y a qu'un soleil sur terre (1999), Le Patriote et le Djihadiste (2012), Proverbes & dictons touaregs (2014)
- Sidibé Aminata Diallo (1956-), universitaire, politique
- Ismaël Diadié Haïdara (1957-), bibliothécaire, philosophe, historien, poète, Territoire de la douleur (1977), Le Chant équinoxial (1978)…
- Aïcha Fofana (1957-2003), dramaturge, traductrice, romancière, Mariage, on copie (1994), Excellence, on fait le ménage (1997), L'Africaine de Paris no 2 (1998), La fourmilière : roman (2006)

## 1960
- Mamou Daffé (1960 ?), entrepreneur culturel, créateur du Festival sur le Niger de Ségou (2005)
- Aïda Mady Diallo (1960 ?)[14], romancière, Kouty, mémoire de sang (2002)
- Souéloum Diagho (1960 ?), poète, peul-touareg, calligraphe, Poésies touareg : Le Chant des saisons (2001), La porte dorée d'émail du soleil : poésies touareg (2012)
- Ousmane Diarra (1960-)[15] (ou Usumai Jara), conteur, nouvelliste, poète, romancier, Tous les moutons du monde (1992), Les ombres de la nuit (2001), Vieux Lézard (2006), Pagne de femme (2007), La Route des clameurs (2014)...
- Habib Dembélé (1962-), acteur, comédien, metteur en scène, dramaturge, politique, Les Tueurs de Margouillats (1988), Sacré Kaba (1990), Foura (opéra en langue bambara, 1998), Un artiste dans la ville (Être ou ne pas naître) (2008), Pauvres gens, gens pauvres (2017)…
- Adama Traoré (1962-), comédien, metteur en scène, dramaturge, Pharamansi (1989), La Visite du maire (1992), Les Fruits mûrs (1994), Le Petit Théâtre des farfadets (2010)…
- Fatoumata Sidibé (1963-), belge, journaliste, éditrice, peintre, politique, poétesse, essayiste, romancière, Une saison africaine (2006), Les masques parlent aussi (2014), La voix d'une rebelle (2020)
- Ibrahima Aya (1967-), agronome, nouvelliste, romancier, Le Vieux Pagne (2001), Riche ou pauvre pour un mois (2002), Les Larmes de Djoliba (2003), Rires et pleurs des orphelins (2011)
- Oumou Armand Diarra (1967-)[16], journaliste, poétesse, essayiste, féministe, L’Afrique, un défi au féminin (1999), Les Nouvelles du pays, miroir d’une société (2006),  Plumes de Femme, une écriture en effervescence (2010)…

## 1970
- Aly Diallo (1970 ?)[17], Directeur national des Arts et de la Culture (Mali), La révolte du Komo (1999)
- Oumou Cheick Diarra (1970 ?), chanteuse, parolière
- Alioune Ifra Ndiaye (1970 ?), dramaturge (kotéba), réalisateur (télévision,cinéma), opérateur culturel
- Hawa Demba Diallo (1970-), juriste, socio-anthropologue, dramaturge, La Maîtresse du Président (2002), La Culotte cassée, Caterpillar (2012)
- Adama Drabo, cinéaste, dramaturge, Massa (1972), Le Trésor de l'Askia (1977), L'Eau de Dieu tombera (1982), Pouvoir de Pagne (1983)
- Moussa Ag Assarid (1975 ?), comédien, journaliste, politique, écrivain, Y a pas d’embouteillage dans le désert ! Chroniques d’un Touareg en France (2006)
- Fatoumata Keïta (1977-), romancière, poétesse, essayiste, Polygamie, gangrène du peuple (1998), Les Ombres du passé, À toutes les muses, Sous fer (2013), J'aimais cet homme qui chantait le fleuve (2016)

## 1980
- Déné Issébéré (1981 ?), chanteuse, parolière
- Birama Konaré (1982-), journaliste, chroniqueur, nouvelliste, essayiste, romancier, La Colline sur la tête (2003), Les marguerites ne poussent pas dans le désert (2010), L'Afrique plumée, Chroniques d'un continent en détresse (2013)
- Modibo Basseydou Touré (1985 ?), Sira, ou les divas de la capitale (2021)[18],[19]
- Salimata Togora (1980 ?)
- Thierno Mohamadou Tandia (1980 ?), Soogofunsu, grains de millet (2018)

## 1990
- Aziz Koné (?), slameur
- Aïcha Diarra (1994-)[20], poétesse, slameuse, Les larmes de la tombe (2012)
- Diadié Dembélé (1996-)[21], poète, romancier, Le duel des grands-mères (2022)
- Ousmane Samaké, écrivain malien, auteur-compositeur-interprète, officier sapeur-pompier, https://catalogue.bnf.fr/rechercher.do?motRecherche=Ousmane+Samak%C3%A9+&critereRecherche=0&depart=0&facetteModifiee=ok

## Autres
- Safiatou Ba[22], L'envers du décor (2014), Les fantômes du passé (2017), Émotions Violentes (2018)
- Véronique Diarra, Le Dernier Voyage du roi Aboubakry Keïta, Agnonlètè, Une vie d'Amazone, Non, je ne me tairai plus, Shukla, la danseuse sacrée (2017)